# Mervyn Wood
Pour les articles homonymes, voir Wood.
Mervyn Wood, né le 30 avril 1917 à Kensington, en banlieue de Sydney, et mort le 19 août 2006 à Sydney, est un rameur australien.

## Biographie
Alors qu'il est cadet de la police, il se joint au club d'aviron de la police de Nouvelle Galles du Sud. Avec ses coéquipiers, il est sélectionné pour les Jeux olympiques de 1936. Son équipage est éliminé en repêchage.
Après les Jeux, il entre dans la police de Nouvelle Galles du Sud et, ses coéquipiers ayant arrêté de ramer, il se met au skiff. À l'issue de la Seconde Guerre mondiale, pendant laquelle il se joint à Royal Australian Air Force, il est champion d'Australie en 1946, 1947 et 1948. Aux Jeux olympiques de 1948, à Londres, il remporte toutes ses courses en skiff et gagne la médaille d'or (en éliminant au passage Jean Séphériades en quart de finale). 
À nouveau champion d'Australie en 1949, 1950, 1951 et 1952, il est le porte-drapeau de l'équipe australienne aux Jeux olympiques de 1952, à Helsinki. Il est battu en finale par le soviétique Yuri Tyukalov. 
Aux Jeux olympiques de 1956, il n'est pas sélectionné en skiff, cette place revenant au jeune Stuart Mackenzie, mais il concourt en deux de couple avec Murray Riley. Il est par ailleurs à nouveau porte-drapeau de l'équipe australienne. Wood et Riley finissent à la troisième place.
Mervyn Wood remporte aussi plusieurs médailles aux Jeux du Commonwealth de 1950, 1954 et 1958.
De 1977 à 1979, il est chef de la police de la Nouvelle Galles du Sud.